# Mark N. Brown
Mark Neil Brown (* 18. November 1951 in Valparaiso, Indiana) ist ein ehemaliger US-amerikanischer Astronaut.
Brown erhielt 1973 einen Bachelor in Luft- und Raumfahrttechnik von der Purdue University und 1980 einen Master in Raumfahrttechnik vom Air Force Institute of Technology. Mit dem Verlassen der Purdue University ging er zur U.S. Air Force und machte dort 1974 seine Pilotenlizenz. Als Ingenieur der Flight Activities Section kam Brown 1980 zum Johnson Space Center.

## Astronautentätigkeit
Im Mai 1984 wurde Brown von der NASA als Astronautenkandidat ausgewählt.

### STS 61-N
Seine erste Einteilung zu einer Space-Shuttle-Mannschaft erhielt Brown im Dezember 1985. Er war als Missionsspezialist für die Mission STS-61-N des US-Verteidigungsministeriums vorgesehen. Als weitere Crewmitglieder waren Kommandant Brewster Shaw, Pilot Mike McCulley, die anderen Missionsspezialisten Jim Adamson und David Leestma, sowie als Nutzlastspezialist Frank Casserino von der Air Force vorgesehen. Dieser Flug wurde jedoch nach der Challenger-Katastrophe abgesagt. 1986 und 1987 half Brown bei der Neuentwicklung der Space-Shuttle-Feststoffraketen.

### STS-28
Im Februar 1988 wurde Brown einer neuen Mission zugeteilt. Am 8. August 1989 flog er mit der Raumfähre Columbia zum ersten Mal ins All. STS-28 war ein Flug für das US-Verteidigungsministerium mit geheimer Nutzlast.

### STS-48
Am 12. September 1991 startete Brown mit der Raumfähre Discovery in den Weltraum. Bei dieser fünftägigen Mission wurde der UARS-Satellit zur Erforschung der oberen Atmosphäre ausgesetzt.

## Nach der NASA
Brown verließ die NASA und Air Force im Juli 1993 und ging zur General Research Corporation (heute AT&T) nach Dayton (Ohio). Im Jahr 2003 wechselte Brown zur Computer Sciences Corporation (CSC) und ist dort Vizepräsident und General Manager für den Bereich Luft- und Raumfahrt.

## Privates
Mark Brown und seine Frau Lynne haben zwei Töchter.